# Psací písmo

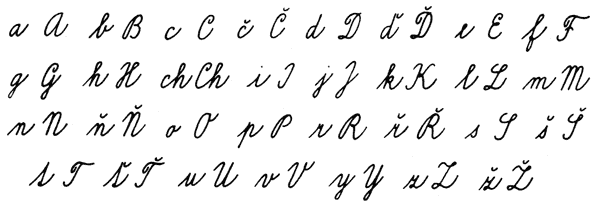
Normalizované psací písmo podle předloh a metodiky Václava Pence, používané v Československu

Psací písmo je písmo uzpůsobené plynulému psaní textu rukou pomocí psací potřeby (perem, štětcem) na papír nebo jiný podobný materiál. Barokní a moderní psací písmo je charakteristické tím, že jednotlivá písmena ve slově jsou navzájem spojena, před barokem se však používala nespojovaná psací písma, neboť se psalo brkem a znalost psaní byla výsadou poměrně malého počtu obyvatel. Nespojovaná psací písma se někdy chybně nazývají tiskací písmo, a to i jsou-li psána ručně.[zdroj?] Některé dílčí znaky psacího písma má polokurziva, která se běžně nazývaná kurziva – skloněné tiskací písmo. V původním významu je kurziva označení pro jednoduché psací písmo, skloněné a propojené.
Každý člověk má charakteristické rukopisné písmo, které odráží jeho návyky, vlastnosti, temperament a stav, zejména psychický.[zdroj?] Obor, který se zabývá zkoumáním identity pisatelů, se nazývá písmoznalectví. Obor, který z písemného projevu zjišťuje vlastnosti a stav člověka, se nazývá grafologie, ta je ale považována za pseudovědu.
Smyčky a jednotažné napojování písmen vznikly v baroku u mistrů kaligrafie.
Speciální psací písmo se používá především v latince (včetně jejích národních modifikací) a v cyrilici (azbuce). Psací písma užívaná v jednotlivých zemích užívajících také latinku (nebo také cyrilici) se liší, některá písmena působí na běžné čtenáře z jiných zemí nezvykle nebo jsou pro ně nečitelná. Některá česká psací písmena se téměř nepodobají odpovídajícím tiskacím písmenům.
Základ psací latinky užívané v Česku pochází z krasopisných písem 19. století, které vycházely z anglické latinky (english hand) upravené ve 40. letech 19. století pro češtinu. Velká písmena byla v původní verzi složitá, zdobná a stínovaná. Reforma v roce 1932 toto písmo, zejména velká písmena, zjednodušila a odstranila stínování, takže již bylo psáno monolineárně. Došlo tehdy ke zrušení krasopisu. Úprava z let 1953–1958 podle metodiky Václava Pence mnohá písmena zúžila. Od té doby již došlo jen k drobným úpravám (například v 80. letech přiblížení podoby M a N malým písmenům m a n).
Psací písmo podléhá individualizaci, lidé si volí různý způsob psaní a tomu přizpůsobují ergonomii psaní, speciálně si písmo přizpůsobují také leváci, záleží i na druhu psacího nástroje.
Výzkum prováděný v Česku Radanou Bartůňkovou roz. Lencovou v roce 2003 na několika stech obyvatel převážně z Prahy ukázal, že pětina lidí píše částečně spojovaným psacím písmem, méně než třetina dospělých nespojovaným nakloněným písmem ("tiskacím") a polovina dospělých píše písmem důsledně spojovaným, přičemž si někteří zjednodušují tvary velkých písmen do podob blízkých tiskacímu písmu. Malá část zkoumané skupiny psala hůlkovým (velkým tiskacím) písmem. Písmo lidí píšících spojeným písmem bylo pro autorku výzkumu nejméně čitelné. Vzhledem k nástupu počítačů lidé píší ručně stále méně, přístup k počítačům má v současné době odhadem asi polovina obyvatel. Výzkum byl prováděn pouze na několika stech dospělých lidí, kteří opisovali zadaný text, a na 900 dětí, které psaly spontánně své názory a myšlenky. Mezi dětmi i mezi dospělými byl zjištěn zhruba stejný podíl skupin podle způsobu psaní.
Od počátku školního roku 2010/2011 Ministerstvo školství, mládeže a tělovýchovy umožnilo školám, aby v rámci pilotního ověřování mohly školy vyučovat nové psací písmo Comenia Script, nespojované, vycházející z kurzivy. V rámci projektu „Comenia – České školní písmo“ jej v roce 2009 na základě předchozích výzkumů psaného písma vyvinuli Radana Bartůňková, Tomáš Brousil a František Štorm a zaštítila Pedagogická fakulta Univerzity Karlovy, která zažádala MŠMT o akreditaci písma.